# Taliqua Clancy
Taliqua Clancy (Kingaroy, 25 giugno 1992) è una giocatrice di beach volley australiana, vincitrice della medaglia d'argento ai Giochi olimpici estivi di Tokyo 2020.

## Biografia
Nata a Kingaroy, nel Queensland, in una famiglia aborigena, nel 2010 si è trasferita ad Adelaide per frequentare il programma nazionale di beach volley dell'Australian Institute of Sport.
Al torneo di beach volley di Rio 2016 è in coppia con Louise Bawden; la coppia chiude il girone senza subire sconfitte e raggiunge i quarti di finale, dove perde contro la coppia statunitense Ross-Walsh.
Per i Giochi del Commonwealth di Gold Coast 2018, la sua compagna di squadra è Mariafe Artacho del Solar. La coppia chiude il torneo con una medaglia d'argento, dietro la coppia canadese Melissa Humana-Paredes e Sarah Pavan. L'anno successivo la coppia australiana conquista la medaglia di bronzo ai campionati mondiali del 2019.
La coppia Clancy-Artacho del Solar sconfigge Pavan e Humana-Paredes ai quarti di finale del torneo olimpico di Tokyo 2020, e chiude il torneo con una medaglia d'argento, dietro le statunitensi Alexandra Klineman e April Ross.
Ai XXII Giochi del Commonwealth, svoltisi a Birmingham, Clancy e Artacho del Solar arrivano seconde, nuovamente sconfitte da Pavan e Humana-Paredes.
Alle Olimpiadi di Parigi 2024, sempre in coppia con Artacho del Solar, chiude il torneo al quarto posto.

## Palmarès
- Giochi olimpici

Tokyo 2020:  Argento
- Mondiali

Amburgo 2019:  Bronzo
- Giochi del Commonwealth

Gold Coast 2018:  Argento
Birmingham 2022:  Argento